# Prealpi meridionali di Digne
Le Prealpi Meridionali di Digne (in francese Préalpes Méridionales de Digne - dette anche Catena Cheval Blanc-Couard-Allier) sono un gruppo montuoso delle Prealpi di Provenza che si trovano nel dipartimento delle Alpi dell'Alta Provenza.
Costituiscono la parte meridionale delle prealpi di Digne e si trovano a sud della città di Digne-les-Bains.

## Classificazione
La SOIUSA le vede come un supergruppo alpino e vi attribuisce la seguente classificazione:
- Grande parte = Alpi Occidentali
- Grande settore = Alpi Sud-occidentali
- Sezione = Alpi e Prealpi di Provenza
- Sottosezione = Prealpi di Digne
- Supergruppo = Prealpi Meridionali di Digne
- Codice = I/A-3.II-A

## Delimitazioni
Ruotando in senso orario i limiti geografici sono: Col de Chalufy, torrente Issole, fiume Verdon, Lago di Sainte-Croix, altipiano di Valensole, fiume Durance, fiume Bléone, Col de Chalufy.

## Suddivisione
Si suddividono in quattro gruppi e dieci sottogruppi:
- Catena Cheval Blanc-Allier (1)
  - Gruppo Boules-Carton-Côte Longue (1.a)
    - Catena Boules-Carton (1.a/a)
    - Catena Lachen-Côte Longue (1.a/b)

  - Gruppo Cheval Blanc-Pompe-Meunier (1.b)
    - Catena Cheval Blanc-Tournon (1.b/a)
    - Catena Pompe-Blanche (1.b/b)
    - Catena Séoune-Meumier (1.b/c)

  - Gruppo Sapée-Allier (1.c)
  - Gruppo Castellard-Aup (1.d)
- Catena Couard-Cousson (2)
  - Cresta Couard-Coupe (2.a)
  - Cresta del Cousson (2.b)
- Catena Mourre de Chanier-Sapée (3)
  - Gruppo del Mourre de Chanier (3.a)
  - Gruppo Sapée-Vibres (3.b)
- Catena Montdenier-Barbin (4)
  - Gruppo di Montdenier (4.a)
  - Gruppo Barbin-Collet Barris (4.b)

## Montagne
Le montagne principali sono:
- Cheval Blanc - 2.323 m

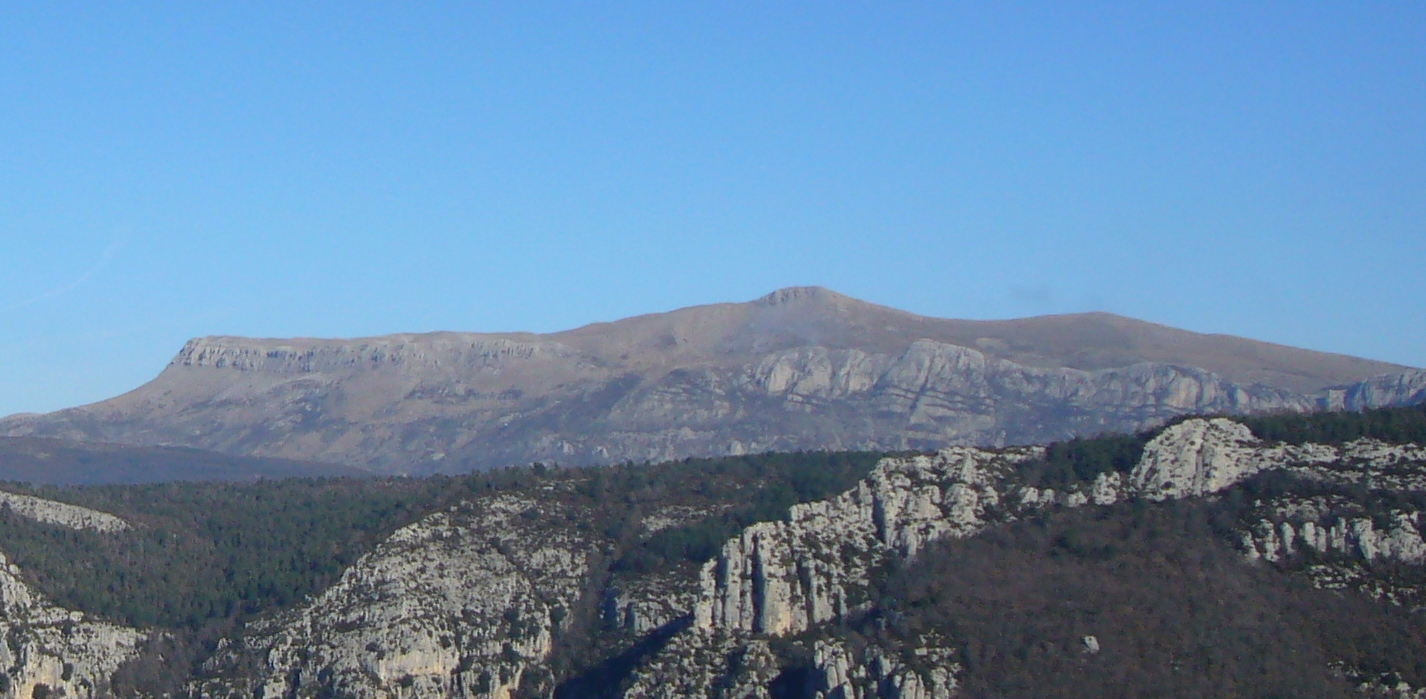
il Mourre de Chanier.

- Montagne de la Côte-Longue - 1.989 m
- Pic de Couard - 1.988 m
- Mourre de Chanier - 1.930 m
- Mont Chiran - 1.905 m
- Grand Mourre - 1.898 m
- Montdenier - 1.750 m
- Sommet de Pré Chauvin - 1.741 m
- Montagne de Coupe - 1.740 m
- Sommet de la Sapée - 1.700 m
- Sommet de Cousson - 1.516 m